# 布拉莫爾會堂
布拉莫爾會館位於英國曼徹斯特附近，屬於斯托克波特自治區布拉摩爾市內的一座都鐸式大型建築。自14世紀建造以來，該會館歷經16－19世紀多次建築及改造；至今布拉莫爾會館成為該舊莊園領地中的著名博物館。屬於原木結構建築的該會館，擁有多間大廳、客房及儲藏室，部分建築仍保持14世紀的原貌。如果包含花園、園林、綠地與湖泊，開放的面積約有70英畝（28公頃）。 
至今博物館組織及會館所有權為布拉摩爾市政府公有，在官方的資料中，形容布拉摩爾會館是當地「最負盛名的建築和歷史意義的保護區」。